# Agnos
Agnos is een gemeente in het Franse departement Pyrénées-Atlantiques (regio Nouvelle-Aquitaine). De plaats maakt deel uit van het arrondissement Oloron-Sainte-Marie. Agnos telde op 1 januari 2022 1.042 inwoners.

## Geografie
De oppervlakte van Agnos bedroeg op 1 januari 2022 9,18 vierkante kilometer; de bevolkingsdichtheid was toen 113,5 inwoners per km².

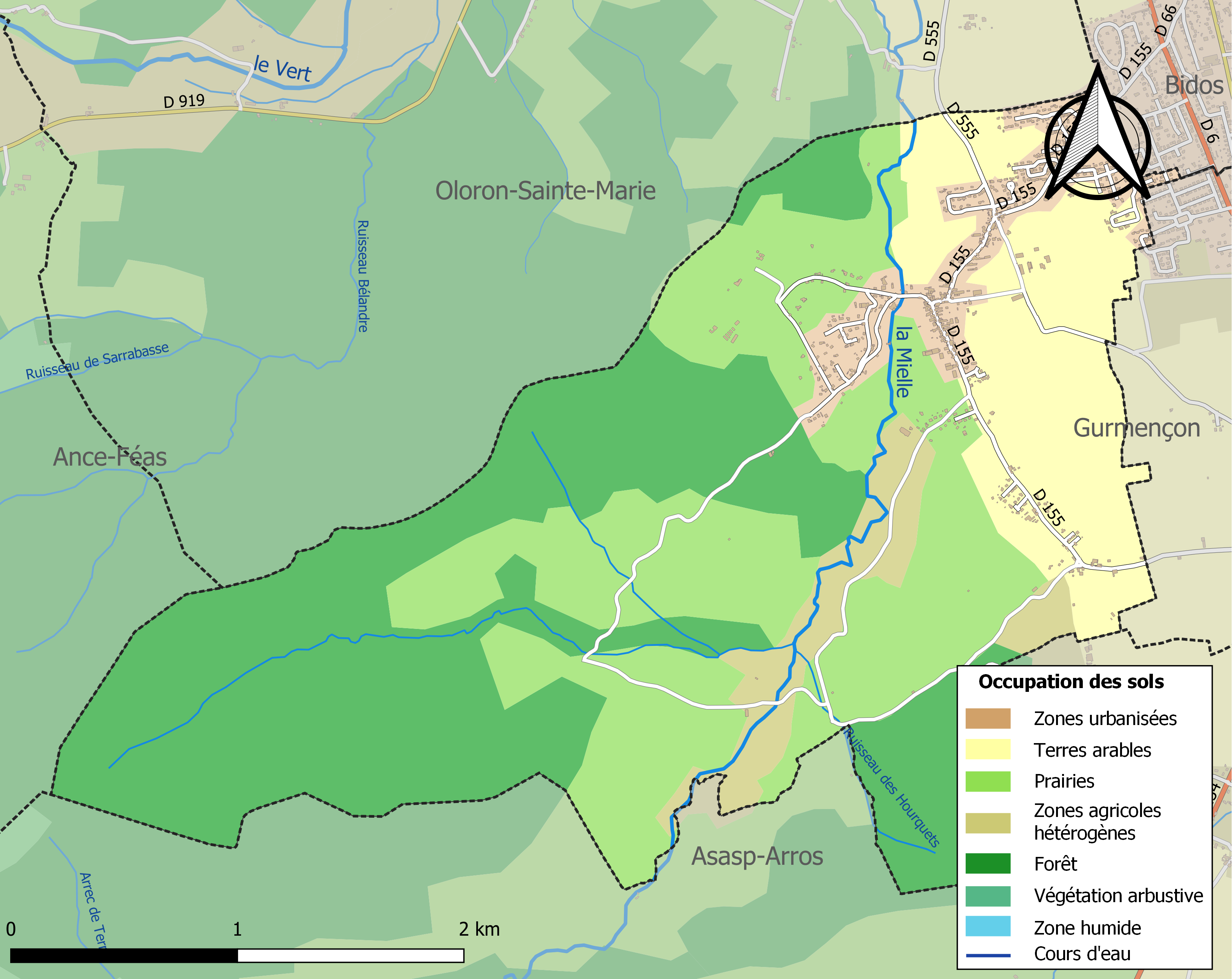
Kaart van de gemeente met belangrijkste infrastructuur, bodemgebruik en omliggende gemeenten

## Demografie
Onderstaande figuur toont het verloop van het inwonertal (bron: INSEE-tellingen).